# Az-Zalzala
Az-Zalzala “O Terramoto” (do árabe: سورة الزلزلة) é a nonagésima nona sura do Alcorão e tem 8 ayats.